# إشليكون
إشليكون (بالألمانية: Eschlikon) هي بلدية سويسرية تتبع لمقاطعة مونكفيلن في كانتون تورغاو. تبلغ مساحتها 6.21 كيلومتر مربع، ويقدر عدد سكانها بـ 4278 نسمة (حسب تعداد ديسمبر 2015).

## أعلام
- ماركوس فيرنر